# Sopa de granada

La sopa de granada es una sopa iraní (ash) hecha con zumo y semillas de granada, arveja silvestre partida, ternera picada, hojas de menta, especias y otras ingredientes. Se llama ash-e anār en Irán (persa: آش انار).